# Boulikessi (Burkina Faso)
Pour les articles homonymes, voir Attaque de Boulikessi.
Boulikessi est une commune située dans le département d'Arbinda, dans la province du Soum, région du Sahel, au Burkina Faso.